# Península de Caramoan
A Península de Caramoan é uma península na ilha de Luzon, nas Filipinas. Muito montanhosa, com profundos barrancos e terreno declivoso e rochoso, situa-se no nordeste de Camarines Sur, Bicol. A península tem um Parque Nacional com cavernas, formações de pedra calcária, praias de areia branca, um lago, um ilhéu e um rio subterrâneo, que é popular entre os turistas. É acessível mediante transporte público a partir da cidade de Caramoan.